# سمفونی شماره ۶ (گلازونف)

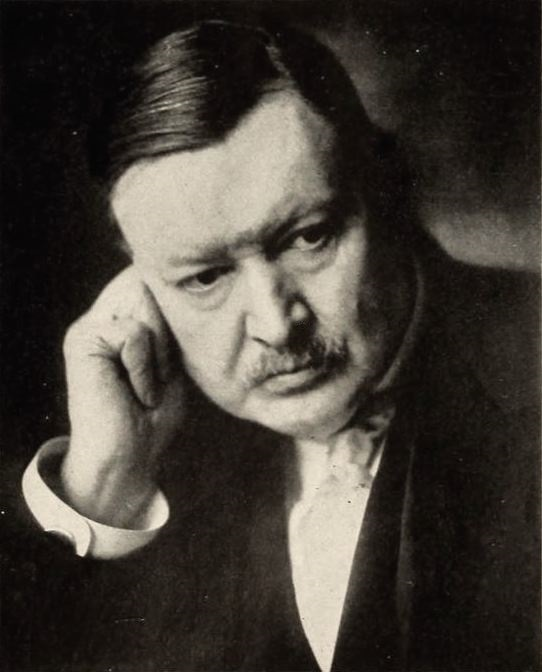
الکساندر گلازنوف در نوامبر ۱۹۲۲

سمفونی شماره ۶ در دو مینور ، اپوس ۵۸، ششمین سمفونی ساخته الکساندر گلازونف بود که در سال ۱۸۹۶ ساخته شد و دو سال بعد منتشر شد. این اثر به سیگیزموند بلومنفلد، برادر آهنگساز فلیکس بلومنفلد تقدیم شده است.
این اثر در چهار موومان ساخته شده است:
- Adagio ( = 66) – Allegro passionato ( = 66)
- Tema con variazioni: Andante ( = 66)
- Intermezzo (Scherzo allegretto) ( = 138)
- Finale: Andante maestoso ( = 60) – Moderato ( = 92)

## ساز های به کار رفته
این سمفونی برای ساز های زیر نوشته شده است:
۳ فلوت، ۲ ابوا، ۳ کلارینت، ۲ فاگوت، ۴ بوق، ۳ ترومپت، ۳ ترومبون، توبا، تیمپانی، مثلث، سنج، درام باس و زه. 